# Ida Ørskov
Ida Ørskov (født Oppenheuser, 8. januar 1922 – 10. april 2007) var en dansk overlæge og bakteriolog, hvis afhandling Om Klebsiella var det første videnskabelige arbejde om bakteriel krydsinfektioner på hospitaler.
Hun er begravet på Frederiksberg Kirkegård. Hendes mand, Frits Ørskov, døde 29. juli 2015.

## Hæder s
- 1965: Paul Ehrlich Prize
- 1978: Tagea Brandts Rejselegat

## Udvalgte publikationer
Ida Ørskov bidrog til over 200 udgivelser, de fleste i samarbejde med hendes mand og andre videnskabsfolk. Disse inkluderer:
- Ørskov, Ida (1956). Om Klebsiella: en oversigt. Busck.
- Ørskov, Frits; Ørskov, Ida (september 1975). Escherichia Coli O:H Serotypes Isolated From Human Blood. Acta Pathologica Microbiologica Scandinavica, Vol 83B, Issue 6. s. 595.